# Johannes Eurich
Johannes Eurich (* 24. Juni 1962 in Darmstadt) ist ein deutscher praktischer Theologe und Diakoniewissenschaftler.
Das 1986 aufgenommene Studium der evangelischen Theologie schloss Eurich 1991 mit der Erlangung des Titels Master of Divinity an der Bethel University ab. Nach einigen Jahren im Pfarrdienst erarbeitete er 1996 bis 2000 seine Dissertation, die sich mit der „religiöse[n] Vermittlungsleistung des Symbolbegriffs in der Postmoderne […] am Beispiel der Musik“ befasst. 2001/2002 hatte er ein Postdoktoranden-Stipendium der Deutschen Forschungsgemeinschaft inne; anschließend arbeitete er als wissenschaftlicher Mitarbeiter an der Ruhr-Universität Bochum (2002–2004) sowie als wissenschaftlicher Assistent an der Ruprecht-Karls-Universität Heidelberg (2004–2007). Dort habilitierte er sich 2007 mit einer Schrift unter dem Titel Gerechtigkeit für Menschen mit Behinderung. Verteilungstheoretische Überlegungen – theologische Begründungen – sozialpolitische Perspektiven.
Noch 2007 wurde er auf eine Professur für Ethik im Fachbereich Soziale Arbeit an der Evangelischen Hochschule Rheinland-Westfalen-Lippe in Bochum berufen. 2009 wechselte er auf den Lehrstuhl für Praktische Theologie und Diakoniewissenschaft an der Universität Heidelberg, wo er auch das Diakoniewissenschaftliche Institut leitet. 2013 bis 2015 amtierte er als Dekan der Theologischen Fakultät. Seit 2011 ist er „Extraordinary Professor“ für praktische Theologie an der Universität Stellenbosch. In der Evangelischen Kirche in Deutschland sitzt er dem Wissenschaftlichen Beirat des Sozialwissenschaftlichen Instituts vor und ist Mitglied der Kammer für soziale Ordnung.

## Schriften
- Symbol und Musik. Die religiöse Vermittlungsleistung des Symbolbegriffs in der Postmoderne unter Berücksichtigung sozialwissenschaftlicher, psychoanalytischer und semiotischer Aspekte, dargestellt am Beispiel der Musik (= Heidelberger Studien zur Praktischen Theologie. Band 1). Lit-Verlag, Münster 2002, ISBN 3-8258-5698-4.
- Gerechtigkeit für Menschen mit Behinderung. Ethische Reflexionen und sozialpolitische Perspektiven (= Campus Forschung. Band 940). Campus, Frankfurt/New York 2008, ISBN 978-3-593-38577-8.
- mit Wolfgang Maaser: Diakonie in der Sozialökonomie. Studien zu Folgen der neuen Wohlfahrtspolitik (= Veröffentlichungen des Diakoniewissenschaftlichen Instituts der Universität Heidelberg. Band 47). Evangelische Verlagsanstalt, Leipzig 2013, ISBN 978-3-374-03152-8.
- Diakonie (Reihe Stiftung Sozialer Protestantismus). creo-media, Hannover 2014.
- mit Hanne Marlene Dahl, Kristian Fahnøe u. a.: Promoting Innovation in Social Services. An agenda for future research and development. Heidelberg University, Heidelberg 2014, ISBN 978-3-00-044731-0.
- mit A. Langer und S. Güntner: Innovation Sozialer Dienstleistungen. Ein systematisierender Überblick auf Basis der EU-Forschungsplattform INNOSERV. Springer VS, Wiesbaden 2018, ISBN 978-3-658-05121-1.